# Saint-Sulpice (Lot)
Saint-Sulpice é uma comuna francesa na região administrativa de Occitânia, no departamento de Lot. Estende-se por uma área de 13,19 km². Em 2010 a comuna tinha 145 habitantes (densidade: 11 hab./km²).